# Beyond Blunderdome
Beyond Blunderdome, llamado Más allá de la cúpula del fracaso en España y Homero va a Hollywood en Latinoamérica, es el primer episodio perteneciente a la undécima temporada de la serie animada de televisión Los Simpson, estrenado en Estados Unidos por la cadena FOX el 26 de septiembre de 1999. Fue escrito por Mike Scully y dirigido por Steven Dean Moore. La estrella invitada fue Mel Gibson, interpretándose a sí mismo. En el episodio, Homer, tras criticar una de sus películas, es contactado por Mel Gibson para mejorarla.

## Sinopsis
Homer se ofrece a probar gratis un auto eléctrico, sólo para recibir un regalo sorpresa incluido. Después de destruir y devolver el automóvil, la familia recoge su regalo. Esa noche, Marge y Homer abren el sobre y descubren unas entradas para ir a ver el preestreno de la próxima película de Mel Gibson, un remake de Mr. Smith Goes to Washington.
Tras la exhibición de la película, el mismo Mel Gibson le entrega al público, unas tarjetas en blanco para que escriban su opinión sobre el filme. A todos parecía encantarles, pero Homer es la única persona a la que le desagrada, porque "lo único que hacia era parlotear y no le disparaba a nadie". Más tarde, Mel Gibson, en el avión privado de John Travolta, lee las opiniones de la gente y cree que todos lo quieren demasiado como para escribir algo negativo. Al ver que el único que se había animado a criticarlo era Homer, Gibson decide ir a casa de los Simpson para pedirle que le ayude a mejorar su película. 
Mel se presenta en la casa de la familia, invitándolos a ir a Hollywood para modificar la película cuanto antes. Homer y Gibson se retiran a trabajar, mientras que el resto de la familia recorre Los Ángeles. Luego de oír un sinsentido de sugerencias de Homer, Mel piensa que haberlo llevado hasta allí había sido un error. Sin embargo, se vuelve a entusiasmar cuando el patriarca le da unas ideas para mejorar el final, que era la parte que Mel más aborrecía, porque carecía de acción. 
Al día siguiente, le presentan el nuevo final a los productores. En la nueva versión, el Sr. Smith se volvía loco y asesinaba a todos los miembros del Congreso, incluyendo al Presidente de los EE. UU. Los productores se horrorizan al ver el final, asegurando que tenían que desecharlo, ya que habían comprado cinco premios y la nueva versión no merecía ganar nada. Cuando Homer y Mel se niegan a cambiar la película, los productores los persiguen por todo Hollywood para recuperarla.
En un museo de figuras de cera, Homer y Mel se encuentran con el resto de los Simpson, y todos escapan en un auto de Mad Max en exhibición. Los productores continúan con la persecución y, a pesar de los percances, los dos amigos logran exhibir el final alternativo de la película. Cuando el filme modificado se exhibe, todo el público expresa su desaprobación unánime. Homer y Mel se van en una limusina pero en el trayecto, Mel arroja a Homer, harto de él y de sus ideas estúpidas.